# Monaster Przemienienia Pańskiego w Teolinie
Monaster Przemienienia Pańskiego – żeński klasztor prawosławny w Teolinie, działający w latach 1893–1915. 
Monaster został założony w 1893. W roku następnym jego przełożoną została mniszka Anna, przybyła ze wspólnoty monastycznej w Leśnej. Podjęła ona gruntowną reorganizację życia w monasterze na wzór znany jej z klasztoru w Leśnej. Już cztery lata później monaster posiadał dwie cerkwie i był na stałe zamieszkany przez ok. 70 zakonnic. Prowadziły one dwuklasową szkołę, pracownię pisania ikon, sierociniec i szpital, przez który rocznie przewijało się ok. 8000 pacjentów. Podobnie jak inne powstałe w tym okresie monastery – w Leśnej, Radecznicy, Wirowie, Krasnymstoku i Turkowicach – klasztor w Teolinie prowadził działalność społeczną i dydaktyczną, równocześnie przyczyniając się do utrwalania obecności Rosjan na ziemiach polskich i ich przynależności do Imperium Rosyjskiego. 
W momencie wybuchu I wojny światowej mniszki z Teolina udały się na bieżeństwo. W 1918, przed ich powrotem, a już po odzyskaniu niepodległości przez Polskę, dobra monasterskie zostały spontanicznie przejęte przez Kościół katolicki w czasie pierwszej fali akcji rewindykacji prawosławnych obiektów sakralnych. Decyzję tę potwierdził następnie rząd polski, formalnie likwidując monaster. 